# یاچنه
یاچنه (به لاتین: Jaczne) یک روستا در لهستان است که در گمینا ویژاینه واقع شده‌است.